# Gravity (album Figure)
Gravity – album studyjny amerykańskiego producenta muzycznego Figure'a, wydany 31 sierpnia 2015 roku przez DOOM MUSIC.

## Lista utworów
1. "One Million Tons of Starship" (Intro) - 3:52
2. "Destiny Awaits" - 4:41
3. "Slime Station" - 3:52
4. "Check My Movements" (Figure and KJ Sawka feat. Adeem) - 3:48
5. "Beware" - 4:22
6. "We Are Ready" - 3:50
7. "Robbin the Rich" (Figure and Mr. Skeleton) - 3:45
8. "Terminated" - 4:18
9. "Aligned" - 3:45
10. "From Mars with Love" (feat. Siff) - 4:34
11. "Stars That Never Burn Out" - 4:05
12. "Gravity" (feat. Whiskey Pete) - 4:26
13. "9MM" - 3:32
14. "Ready for Action" (feat. A Plus) - 3:52
15. "Who's Next" - 4:05
16. "Infinite Lives" - 3:50
17. "First Night on Planet F" (Outro) - 4:12